# Sèvre Niortaise
Sèvre Niortaise je reka v zahodni Franciji, dolga 165 km. Izvira v bližini Sepvreta, departma Deux-Sèvres, teče proti zahodu skozi Niort, od tod tudi ime Niortaise, ter se pri Bourg-Chaponu severno od La Rochelle izliva v Atlantski ocean.

## Geografija

### Porečje
- Jeune Autize
- Vieille Autize
- Guirande
- Lambon
- Mignon
- Vendée

### Departmaji in kraji
Reka teče skozi naslednje departmaje in kraje:
- Deux-Sèvres: La Mothe-Saint-Héray, Saint-Maixent-l'École, Niort
- Vendée
- Charente-Maritime: Marans